# Липовка (Базарно-Карабулакский район)
Ли́повка — село в Базарно-Карабулакском районе Саратовской области. Административный центр Липовского муниципального образования.

## География
Село находится на расстоянии примерно 21 км (по прямой) к северо-западу от посёлка городского типа Базарный Карабулак, административного центра района.

### Часовой пояс
Село Липовка, как и вся Саратовская область, находится в часовой зоне МСК+1. Смещение применяемого времени относительно UTC составляет +4:00.

## История
Официальная дата основания 1893 год. По другим данным, село основано в 1736—1738 годах капитаном Иваном Семёновичем Алмазовым. Некогда возле села было немало липовых насаждений, по имени которых оно и получило название. С 10 августа 1894 года имение стало принадлежать Владимиру Александровичу Менде. В советское время работали колхозы «Знамя труда» и им. Димитрова, а также совхоз «Динамо».

## Население
| 2002 | 2010 |
| ---- | ---- |
| 1287 | ↘979 |

### Национальный состав
Согласно результатам переписи 2002 года, в национальной структуре населения русские составляли 88 % из 1287 чел.

## Улицы
| - ул. Волна Революции, - ул. Зелёная, - ул. Ленина, - ул. Молодёжная, | - ул. Новая, - ул. Октябрьская, - ул. Парковая, - ул. Рабочая, | - ул. Розы Люксембург, - ул. Северная, - ул. Совхозная, - ул. Степана Разина, | - ул. Сытова, - ул. Центральная, - ул. Школьная, - ул. Янина. |

## Известные уроженцы
- Сытов, Иван Никитович (1916—1943) — советский лётчик-ас, старший лейтенант, Герой Советского Союза.
- Тишин, Аркадий Петрович (1914—1995) — советский театральный актёр. Народный артист РСФСР.